# Åmåls församling
Åmåls församling är en församling som utgör ett eget pastorat i Dalslands kontrakt i Karlstads stift i Svenska kyrkan. Församlingen omfattar hela Åmåls kommun i Västra Götalands län.

## Administrativ historik
En äldre medeltida församling delades 1 april 1643 när Åmåls stadsförsamling bröts ut och den kvarvarande fick namnet Åmåls landsförsamling.
Åmåls församling (åter)bildades 1963 av stads- och landsförsamlingarna. Från 1963 till 1974 utgjorde församlingen ett eget pastorat, för att därefter till 2010 vara moderförsamling i pastoratet Åmål och Mo som senare även kom att omfatta Tösse med Tydje och Ånimskogs församlingar.
Före 1971 var församlingen delad av kommungräns och därför hade den två församlingskoder, 150102 för delen i Tössbo landskommun och 158500 (från 1967 158501) för delen i Åmåls stad.
År 2010 införlivades i församlingen Mo, Tösse med Tydje, Ånimskog och Fröskog-Edsleskogs församlingar.

## Kyrkor
- Edsleskogs kyrka.
- Fröskogs kyrka
- Nygårdskyrkan
- Mo kyrka
- Tösse gamla kyrka
- Tösse kyrka
- Åmåls kyrka
- Ånimskogs kyrka